# Вальдемосский монастырь

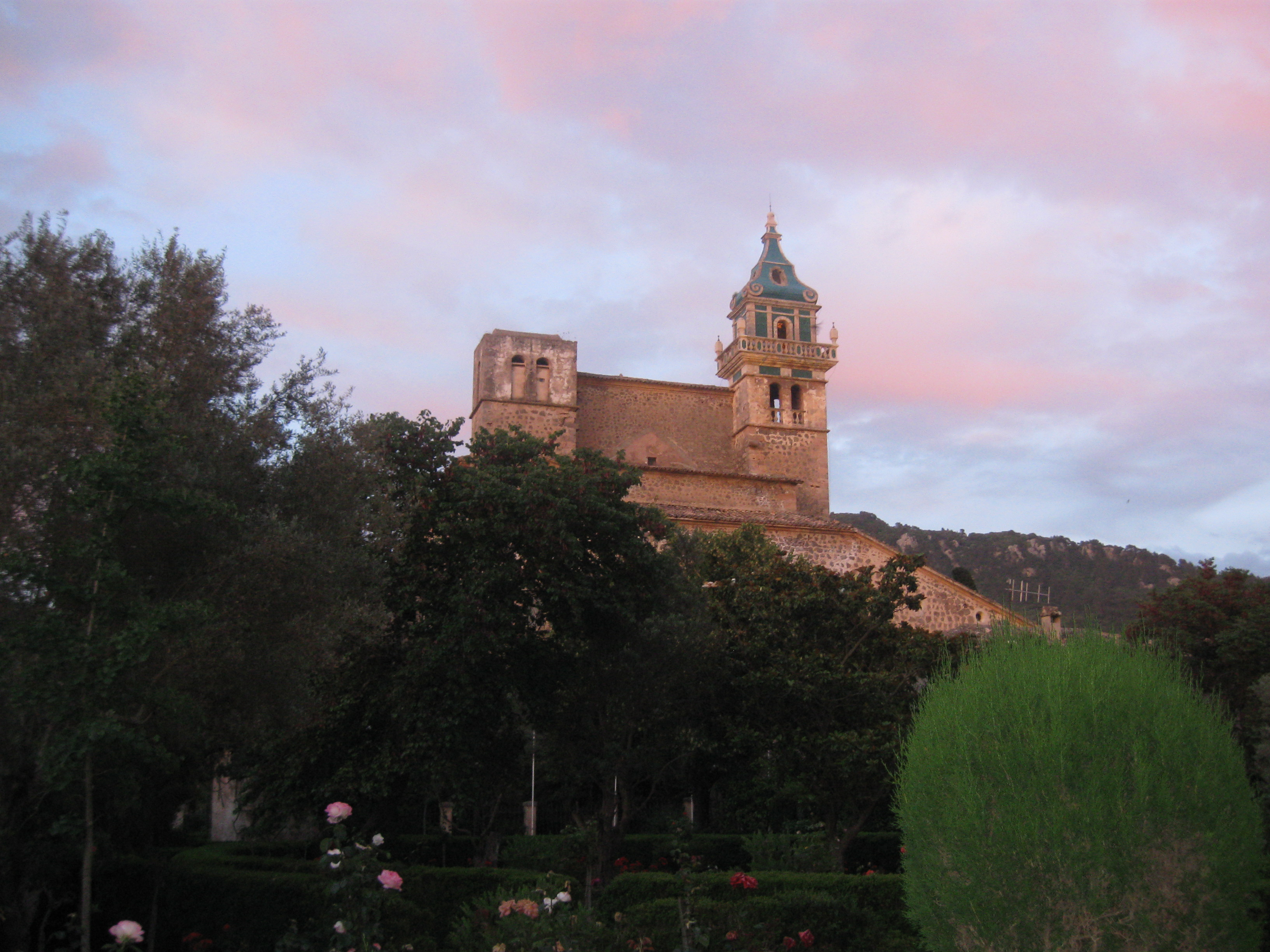
Вид на Вальдемосский монастырь

Вальдемосский монастырь (исп. Cartuja de Valldemosa, Cartuja de Jesús Nazareno) — монастырь картезианского ордена в городке Вальдемоса на испанском острове Мальорка. 

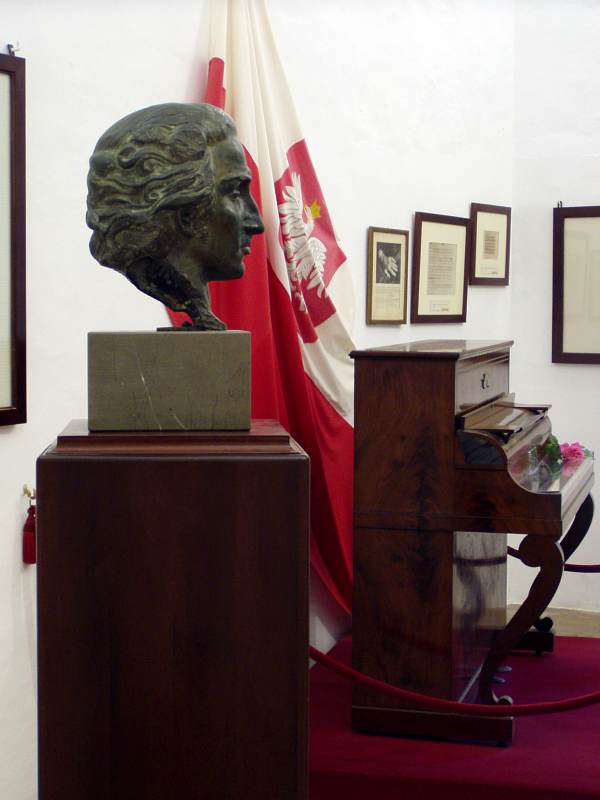
Келья, где жил Шопен

Картезианский монастырь Иисуса Назарейского был основан в 1399 году арагонским королём Мартином I на развалинах мавританского дворца в Вальдемосе, на западном побережье Мальорки. Нынешнее здание монастыря в основном происходит из XVIII столетия. В 1835 году земли и прочее имущество ордена были секуляризированы, а монахи, жившие здесь, из монастыря изгнаны. Девять монашеских келий были проданы частным лицам. Ныне отдельные кельи и помещения бывшего монастыря являются музейными площадями.
Наибольший интерес представляют церковь, выстроенная в 1751—1812 годах в стиле классицизма, монастырская аптека с медицинской посудой из XVII—XVIII столетий, библиотека и зал аудиенций с троном приора.
Отдельный музей составляют кельи № 2 и № 4, в которых зимой 1838/1839 годов проживали Жорж Санд и Фредерик Шопен, и превращённые в музей Шопена. Знаменитая пара провела в Вальдемосе более двух месяцев и была вынуждена покинуть это место в связи с обострением у Шопена приступов туберкулёза. Перед монастырским зданием установлен бронзовый памятник великому польскому композитору. В музее хранятся личные вещи Ж.Санд и Ф.Шопена, сохранилось фортепиано, привезённое с большим трудом им из Франции и на котором он сочинял свои прелюдии. Здесь также можно видеть рукопись книги Жорж Санд «Зима на Мальорке» («Un Hiver à Majorque»), многочисленные письма Федерика Шопена, его посмертную маску и прядь волос. Отдельная часть монастырского музея посвящена известному исследователю Мальорки и Средиземноморья, австрийскому эрцгерцогу Людвигу Сальватору.